# Тамбруц (Белуно)
Тамбруц (итал. Tambruz) је насеље у Италији у округу Белуно, региону Венето.
Према процени из 2011. у насељу је живело 212 становника. Насеље се налази на надморској висини од 920 м.